# Rajdowe Mistrzostwa Europy 1976

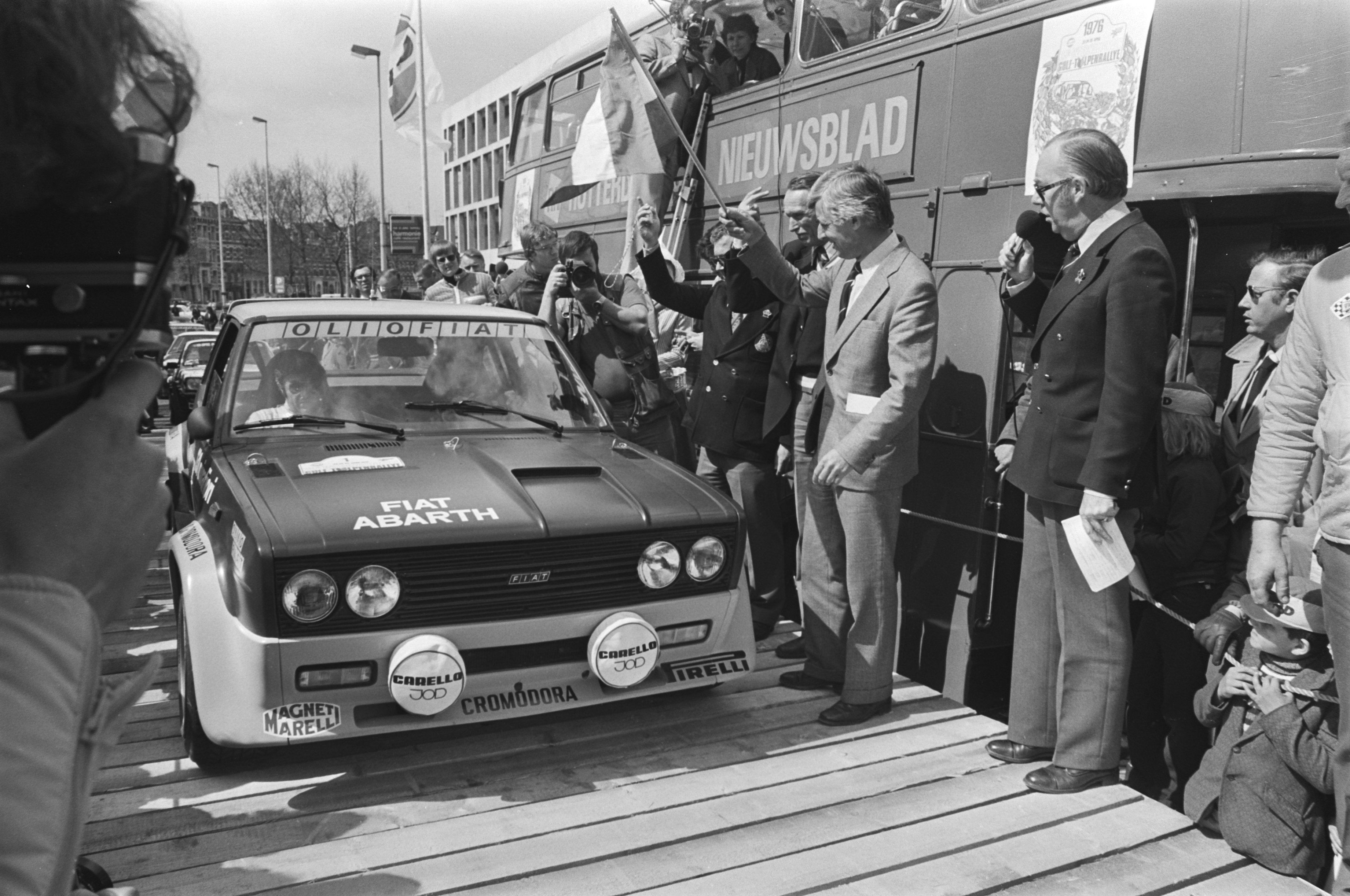
Start do 25. Internationale Gulf Tulpenrallye

Sezon Rajdowych Mistrzostw Europy 1976 był 24. sezonem Rajdowych Mistrzostw Europy (FIA European Rally Championship). Składał się z 35 rajdów, o różnych współczynnikach (1, 2, 3, 4), rozgrywanych w Europie.

## Kalendarz
W sezonie 1976 do mistrzostw Europy zaliczane było 35 rajdów, o różnym stopniu punktacji w ERC, rajdy z najwyższym współczynnikiem – 4, były punktowane najwyżej, potem rajdy o współczynniku 3, 2 i 1.
| Runda | Data                   | Nazwa rajdu                                          | Zwycięzca            | Wsp. rajdu | Wyniki |
| ----- | ---------------------- | ---------------------------------------------------- | -------------------- | ---------- | ------ |
| 1     | 8–10 stycznia          | 7. Rajd Jänner                                       | Franz Wittmann sen.  | 1          | Wynik  |
| 2     | 29 stycznia – 1 lutego | 11. Rajd Arktyczny                                   | Tapio Rainio         | 4          | Wynik  |
| 3     | 6–8 lutego             | 6. STP Galway International Rally                    | Billy Coleman        | 1          | Wynik  |
| 4     | 6–8 lutego             | Sachs Winter Rally Marktredwitz 1976                 | Achim Warmbold       | 1          | Wynik  |
| 5     | 6–8 lutego             | 19. Boucles de Spa                                   | Stig Blomqvist       | 1          | Wynik  |
| 6     | 13–15 lutego           | 24. Rally Costa Brava                                | Antonio Zanini       | 3          | Wynik  |
| 7     | 4–6 marca              | 28. Rallye Lyon-Charbonnières                        | Bernard Darniche     | 4          | Wynik  |
| 8     | 5–7 marca              | 21. Hankiralli                                       | Tapio Rainio         | 2          | Wynik  |
| 9     | 19–21 marca            | 10. Rallye Internacional Firestone                   | Antonio Zanini       | 3          | Wynik  |
| 10    | 27–28 marca            | 5. Rally di Sicilia                                  | Mauro Pregliasco     | 1          | Wynik  |
| 11    | 2–4 kwietnia           | 15. Rallye de Lugan                                  | Jean-Marie Carron    | 2          | Wynik  |
| 12    | 8–10 kwietnia          | 9. Rallye dell’Isola d’Elba                          | Markku Alén          | 3          | Wynik  |
| 13    | 16–20 kwietnia         | 37. Benson & Hedges Circuit of Ireland               | Billy Coleman        | 2          | Wynik  |
| 14    | 23–27 kwietnia         | 25. Internationale Gulf Tulpenrallye                 | Lars Carlsson        | 2          | Wynik  |
| 15    | 7–9 maja               | 13. Western Mail International Welsh Rally           | Ari Vatanen          | 2          | Wynik  |
| 16    | 13–16 maja             | 10. YU Rally                                         | Svatopluk Kvaizar    | 2          | Wynik  |
| 17    | 21–23 maja             | 19. Criterium International Alpin                    | Jean-Louis Clarr     | 3          | Wynik  |
| 18    | 21–23 maja             | 7. Criterium Lucien Bianchi                          | Gilbert Staepelaere  | 1          | Wynik  |
| 19    | 27–30 maja             | 25. ADAC Rallye Hessen                               | Walter Smolej        | 3          | Wynik  |
| 20    | 3–7 czerwca            | 31. International Scottish Rally                     | Russell Brookes      | 3          | Wynik  |
| 21    | 4–6 czerwca            | 6. Rally 4 Regioni                                   | Bernard Darniche     | 3          | Wynik  |
| 22    | 19–21 czerwca          | 7. Rally Zlatni Piassatzi                            | Andrzej Jaroszewicz  | 3          | Wynik  |
| 23    | 18–20 czerwca          | 5. Donegal International Rally                       | Brian Nelson         | 1          | Wynik  |
| 24    | 25–27 czerwca          | 12. 24 Uren van Ieper                                | Walter Röhrl         | 3          | Wynik  |
| 25    | 25–27 czerwca          | 11. Rallye d’Antibes                                 | Bernard Darniche     | 3          | Wynik  |
| 26    | 9–11 lipca             | 36. Rajd Polski                                      | Andrzej Jaroszewicz  | 4          | Wynik  |
| 27    | 30 lipca – 1 sierpnia  | 11. Danube Rally                                     | Ilia Chubrikov       | 1          | Wynik  |
| 28    | 13–15 sierpnia         | 15. Int. Taurus Rally                                | Gilbert Staepelaere  | 1          | Wynik  |
| 29    | 2–4 września           | 13. Rally San Martino di Castrozza                   | Bernard Darniche     | 4          | Wynik  |
| 30    | 8–11 września          | 13. Int. Sachs Rallye Baltic                         | Bernard Darniche     | 2          | Wynik  |
| 31    | 17–18 września         | 14. Manx International Trophy Rally                  | Ari Vatanen          | 2          | Wynik  |
| 32    | 24–26 września         | 4. Cyprus International Rally                        | Shekhar Mehta        | 3          | Wynik  |
| 33    | 22–24 października     | 24. RACE Rallye de España                            | Jorge de Bagration   | 4          | Wynik  |
| 34    | 29–31 października     | 8. Critérium International de Saint-Amand-les-Eaux   | Bruno Saby           | 1          | Wynik  |
| 35    | 5–7 listopada          | 14. Międzynarodowy Rajd Warszawski „Polskiego Fiata” | Tomasz Ciecierzyński | 1          | Wynik  |

## Klasyfikacja kierowców[1]
Uwzględniono tu tylko rajdy z najwyższym współczynnikiem (4).
| Msc. | Kierowca               | FIN | FRA | POL | ITA | ESP | Punkty |
| ---- | ---------------------- | --- | --- | --- | --- | --- | ------ |
| 1    | Bernard Darniche       |     | 1   |     | 1   | 2   | 380    |
| 2    | Antonio Zanini         |     |     | 2   |     | 3   | 288    |
| 3    | Andrzej Jaroszewicz    | NU  |     | 1   | NU  | NU  | 254    |
| 4    | Walter Röhrl           |     |     |     | 5   |     | 137    |
| 5    | Salvador Cañellas Gual |     |     | NU  |     | 5   | 125    |
| 6    | Tapio Rainio           | 1   |     |     |     |     | 120    |
| 7    | Fulvio Bacchelli       |     |     |     | 2   |     | 105    |
| 8    | Jean-Louis Clarr       |     |     |     |     |     | 96     |
| 9    | Lars Carlsson          |     |     |     |     |     | 91     |
| 10   | Russell Brookes        |     |     |     |     |     | 90     |

| Kolor     | Opis                   |
| --------- | ---------------------- |
| Złoty     | Zwycięzca              |
| Srebrny   | 2. miejsce             |
| Brązowy   | 3. miejsce             |
| Zielony   | Punktowane miejsce     |
| Niebieski | Ukończył nie punktował |
| Fioletowy | Nie ukończył NU        |
| Czarny    | Wykluczony X           |
| Biały     | Nie wystartował NW     |
| Puste     | Nie brał udziału       |

| Msc. | Kierowca               | FIN | FRA | POL | ITA | ESP | Punkty |
| ---- | ---------------------- | --- | --- | --- | --- | --- | ------ |
| 1    | Bernard Darniche       |     | 1   |     | 1   | 2   | 380    |
| 2    | Antonio Zanini         |     |     | 2   |     | 3   | 288    |
| 3    | Andrzej Jaroszewicz    | NU  |     | 1   | NU  | NU  | 254    |
| 4    | Walter Röhrl           |     |     |     | 5   |     | 137    |
| 5    | Salvador Cañellas Gual |     |     | NU  |     | 5   | 125    |
| 6    | Tapio Rainio           | 1   |     |     |     |     | 120    |
| 7    | Fulvio Bacchelli       |     |     |     | 2   |     | 105    |
| 8    | Jean-Louis Clarr       |     |     |     |     |     | 96     |
| 9    | Lars Carlsson          |     |     |     |     |     | 91     |
| 10   | Russell Brookes        |     |     |     |     |     | 90     |

| Kolor     | Opis                   |
| --------- | ---------------------- |
| Złoty     | Zwycięzca              |
| Srebrny   | 2. miejsce             |
| Brązowy   | 3. miejsce             |
| Zielony   | Punktowane miejsce     |
| Niebieski | Ukończył nie punktował |
| Fioletowy | Nie ukończył NU        |
| Czarny    | Wykluczony X           |
| Biały     | Nie wystartował NW     |
| Puste     | Nie brał udziału       |